# سئول سمیکنداکتر
سئول سمیکنداکتر (به انگلیسی: Seoul Semiconductor) شرکت صنایع الکترونیک کره‌ای است، که در زمینه تولید ال‌ئی‌دی و نیم‌رساناها فعالیت می‌کند.
شرکت سئول سمیکنداکتر در سال ۱۹۹۴ توسط چانگ هون لی تأسیس شد و هم‌اکنون دارای ۵ کارخانه تولیدی در کشورهای کره جنوبی، ایالات متحده آمریکا، چین و تایوان می‌باشد، همچنین مالک شبکه‌ای از ۱۵۰ شعبه توزیع تجهیزات الکترونیکی در آسیا، آمریکای شمالی و اروپا است.
دفتر مرکزی این شرکت در شهر آنسان، کره جنوبی قرار دارد و بخشی از سهام آن در بازار بورس کره معامله می‌شود.